# Seznam českých státních pohřbů

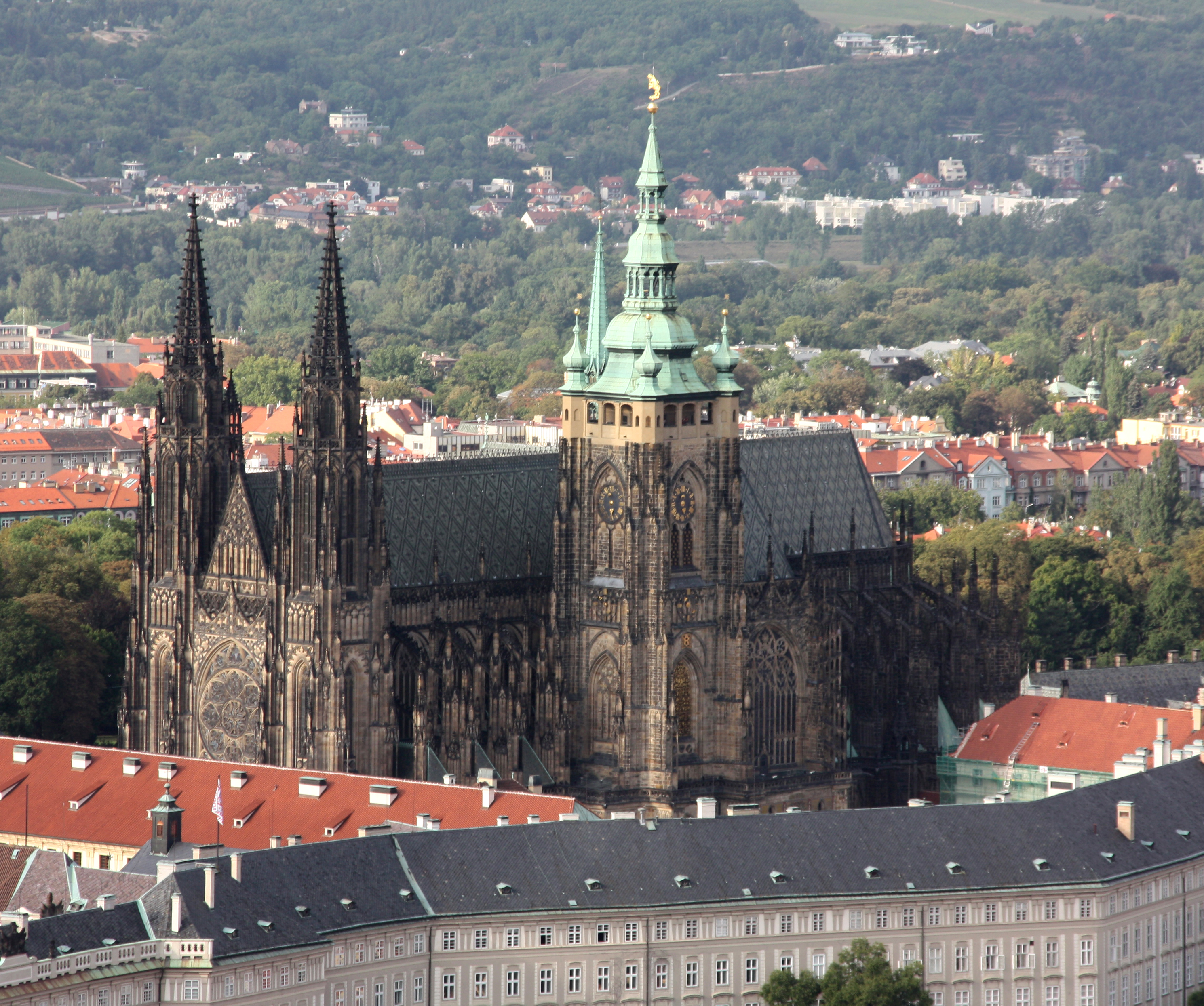
Smuteční obřad se koná ve svatovítské katedrále na Pražském hradě

Seznam českých státních pohřbů je neúplným přehledem těchto událostí v dějinách českých zemí.
- 1378 – Karel IV.[1]
- 1875 – Ferdinand I. Dobrotivý[1]
- 1923 – Alois Rašín[2]
- 1930 – Alois Jirásek[3]
- 1934 – Lev Robert Melč[4]
- 1937 – Karel Kramář[5]
- 1937 – Tomáš Garrigue Masaryk[1]
- 1945 – Kamil Krofta[6]
- 1948 – Rudolf Bechyně[7]
- 1948 – Jan Masaryk[8][9]
- 1948 – Edvard Beneš[1][9]
- 1953 – Klement Gottwald (státní pohřeb)[1][9]
- 1955 – Václav Nosek[9]
- 1957 – Antonín Zápotocký[1][9]
- 1958 – Vítězslav Nezval[10]
- 1961 – Václav Kopecký[9]
- 1979 – Ludvík Svoboda[1]
- 2006 – Alois Eliáš (statní pohřeb se konal až 64 let po jeho skonu v roce 1942)[11]
- 2011 – Václav Havel[12] (státní pohřeb)

Po úmrtí umělce Karla Gotta (1. října 2019) navrhl v den oznámení této události (2. října) tehdejší premiér Andrej Babiš uspořádání státního pohřbu i pro Gotta. Nakonec byl uspořádán pohřeb Karla Gotta se státními poctami.
Pohřeb se státními poctami byl uspořádán mimo jiné pro tyto osobnosti:
- 1986 – Jaroslav Seifert[15]
- 1988 – Vladimír Menšík[15]
- 2010 – Otakar Motejl[16]
- 2019 – Karel Gott[17]
- 2019 – Vlasta Chramostová[18]
- 2023 – Karel Schwarzenberg[19]